# Фринчешть (Горж)
Фринчешть, Фринчешті (рум. Frâncești) — село у повіті Горж в Румунії. Входить до складу комуни Пештішань.
Село розташоване на відстані 250 км на захід від Бухареста, 17 км на захід від Тиргу-Жіу, 103 км на північний захід від Крайови.

## Населення
За даними перепису населення 2002 року у селі проживали 800 осіб, з них 799 осіб (99,9%) румунів. Рідною мовою 799 осіб (99,9%) назвали румунську.